# Секс, ложь, безумие
«Секс, ложь, безумие» (англ. Dream Lover) — американский кинофильм 1993 года.

## Сюжет
Фильм начинается с развода Рэя, успешного архитектора, с его первой женой. 
После развода он соглашается пойти на открытие галереи, где его надоедливый друг Норман знакомит его с женщиной.
Там он ставит себя в неловкое положение, наткнувшись на женщину, заставив её случайно пролить на себя бокал вина. Не теряя времени, она вываливает все оскорбления на Рэя. 
Неделю спустя он встречает женщину по имени Лина в супермаркете. Та извиняется за свое поведение в прошлый раз. Затем они идут обедать вместе. На следующий день занимаются сексом и становятся родителями.  
Несмотря на свое счастье в браке, Рэй становится подозрительным после того, как уличил Лину во лжи о ее прошлом. Ассистентка одного из его клиентов поступила в колледж Суортмор за год до Лины, но, в то время как ассистентка помнит, что президент университета умер от сердечного приступа во время выступления перед всем университетом, Лина ничего не помнит о президенте, думая, что он был другим студентом. Женщина встречает пару в ресторане, но Лина говорит, что женщина перепутала ее с женщиной по имени «Сисси» из Пиру, штат Техас. Несколько лет спустя Рэй приезжает в Пиру, штат Техас, и житель города говорит ему, что фотография Лины, показанная Рэем, —  это Сисси, прозвище Тельмы. Он посещает семейный дом и знакомится с родителями Лины, которые узнают его и знают его имя. Он узнает, что предполагаемых избиений Лины в детстве ее матерью не было (это признала Лина) и что Лина сказала своим родителям о том, что Рэй был сотрудником Центрального разведывательного управления США.  
Со временем Рэя настигает паранойя, когда его жена начинает щеголять синяками, которые она не объясняет, и начинает делать вещи, указывающие на то, что у нее роман. Во время конфликта Лина насмехается над Рэем, утверждая, что у нее был роман с его неназванным другом, и отказывается сказать Рэю, являются ли их дети биологически его детьми. Рэй избивает Лину, которая затем арестовывает его и помещает в психиатрическую больницу для наблюдения.  
Несмотря на попытку доказать, что Лина лгала, судья признает Рэя психически нездоровым и приказывает задержать его на шесть месяцев. Вскоре после того, как Рэй был заключен в тюрьму, Лина наедине признается ему, что его подозрения на ее счет были верны с самого начала и что она годами планировала сделать то, что сделала, чтобы получить его деньги. 
Понимая, что его специально обманули, а его собственность и детей подобрали под себя, Рэй разрабатывает план мести. Он убеждает Элейн сказать Лине, что она допустила ошибку в своем «успешном плане» . Элейн подозревает, что у Лины был роман с Ларри, который тайно купил дом в Новой Зеландии без ведома Элейн, и это может быть планом побега Лины.
Лина появляется на вечеринке по случаю его дня рождения, чтобы поговорить с ним. Рэй уводит ее от санитаров, которые, как предполагается, должны были присматривать за ним, и говорит ей, что объявление его невменяемым было «ошибкой», потому что теперь он не может быть привлечен к юридической ответственности за ее убийство. Затем он продолжает душить ее до смерти на лужайке.

## В ролях
- Джеймс Спейдер — Рэй Риардон
- Мэдхен Эмик — Лина Риардон
- Бесс Армстронг — Элейн
- Фредрик Лене — Ларри
- Ларри Миллер — Норман
- Кэтлин Йорк — Марта
- Блэр Тэфкин (англ. Blair Tefkin) — Шерил
- Скотт Коффи — Билли
- Уильям Шокли (англ. William Shockley (actor)) — Бадди
- Пол Бен-Виктор — клоун
- Хэрриет Лейдер — дама-конферансье в цирке
- Джинн Бейтс — Джинн